# Juan García Suárez
Juan García Suárez, conegut com "El Corredera" (nascut a Telde, Gran Canaria, a l'inici del segle XX - i mort a Las Palmas de Gran Canaria, el 19 d'octubre de 1959) fou opositor al franquisme.

## Biografia
No és clar el seu passat esquerrà, ni tan solament que lluités contra el cop d'estat del 18 de juliol de 1936. Sí que sembla que, cridat a files (com punts joves de la seva època) va rebutjar la seva incorporació, i va ser declarat pròfug. Això el va obligar a fugir. Conten que un conegut (potser motivat en diferències familiars) va propagar la seva vinculació esquerrana enfront dels alçats. Fet i fet, aquesta condició de "comunista" va interessar tant als que el buscaven per pròfug (la qual cosa justificaria que pagués pel seu "crim") com als qui van lluitar contra els militars rebels. D'aquesta manera, la fugida venia a ser el germen d'un mite usat com propaganda antifranquista. Durant la guerra fugí de Telde ajudat per un amic, i va treballar amb el seu nom però amb malnom figurat (Juan "el Nuestro") en unes naus conserveres de peixos de Las Palmas, a la zona portuària.
Després d'uns anys (cap a 1947), i creient oblidat el seu "crim", va tornar a la seva casa familiar. Allí va saber que realment que la seva família havia estat acorralada durant tot aquest temps, per a obligar-los a delatar el parador de Juan García. Va romandre un temps en semiclandestinitat, fins que un regidor de l'Ajuntament de Telde el denuncia a la Policia Municipal. El Cap de l'Esquadra Municipal va reavivar l'assetjament familiar a la mare i germanes de Juan, especialment per les nits. Posteriorment, va participar en l'assetjament el Cap de la Zona Sud de la Falange. Descobert, va ser denunciat a la Guàrdia Civil amb qui va tenir una topada. Després d'un tiroteig (es diu que la pistola l'havia aconseguit "El Corredera" per un bescanvi en els seus anys de treball a Las Palmas) un dels guàrdies civils cau mort. Amb la seva fugida s'acaba de forjar el mite, i el seu nom passa a ser usat tant pels perseguidors com pels grups de resistència comunista per a les seves respectives finalitats propagandístiques. No obstant això, és difícil que pugui considerar-se-li un lluitador antifranquista, sinó més aviat una víctima del sistema policial del règim guanyador de la guerra.
El Corredera es mantindrà amagat durant deu anys en l'interior de l'illa de Gran Canària. Finalment, el 1958 és descobert per la Guàrdia Civil i sentenciat a mort a garrot vil. La sentència a mort va produir una mobilització de diferents sectors de la societat, inclòs el bisbe i algunes personalitats afins al règim, demanant l'indult, però fou en va i Juan García Suárez "El Corredera" fou finalment executat el 1959. La mobilització de diferents sectors de la intel·lectualitat d'esquerra, entre els quals es trobava el jove advocat Fernando Sagaseta, fou el germen de Canàries Lliure.
De les seves fugides va escriure Pedro Lezcano un romanç que fou interpretat en els anys 80 pel grup folklòric Mestisay. En 2010 s'estrenà amb notable èxit de crítica i públic el llargmetratge documental 'El Corredera' escrit i dirigit per Gustavo Socorro i que comptà amb la participació de destacades personalitats com l'hispanista britànic Paul Preston, l'escriptor i periodista Alberto Vázquez-Figueroa o el fundador del sindicat Comissions Obreres Marcelino Camacho.